# Lipnik (Kacprowo)
Lipnik – dawna osada leżąca w okolicach Grajewa.
Na przełomie XIX i XX wieku odrębna osada włościańska leżąca w ówczesnej gminie Ruda.
W latach 1975–1998 miejscowość administracyjnie należała do województwa łomżyńskiego. Do 2008 roku przysiółek wsi Kacprowo w gminie Grajewo (powiat grajewski w województwie podlaskim). Nazwę Lipnik nosi również las położony przy osadzie.
Odrębność miejscowości jako przysiółka wsi utrzymywała się do 2008 roku, kiedy go zniesiono włączając do wsi Kacprowo.